# Верига Василь Іванович
Васи́ль Іва́нович Вери́га (3 січня 1922, Колодрібка — 30 грудня 2008, Торонто) — український громадський діяч, історик, журналіст, редактор. Член Об'єднання українських письменників «Слово»; дійсний член УВАН.

## Життєпис
Народився (3 січня 1922 року у селі Колодрібці тодішнього Заліщицького повіту (нині Чортківського району Тернопільської області) у родині Івана та його дружини Ірини (до шлюбу Слободян). Якийсь час проживав у селі Добрівлянах. Початкову освіту здобув у місцевій народній школі. Подальше навчання продовжував у Заліщицькій та Коломийській гімназіях (1936—1942). 
У 1943—1945 роках воював підхорунжим у дивізії «Галичина». Після закінчення війни потрапив до табору військовополонених в Ріміні Італія, де до 1 грудня 1946 редагував таборову газету «Батьківщина». Згодом переведений до табору в Англії. У 1951 році виїхав до Канади (Торонто), де шість років чекав на отримання канадського громадянства.
З 1961 року працював професійним бібліотекарем у Торонтському університеті. Був редактором журналу «Вісті комбатанта» (1966—1973), викладав історію України на курсах українознавства імені Григорія Сковороди. Писав українською та англійською мовами. 1976 року став головою Слов'янської секції Асоціації бібліотекарів американських коледжів та університетів. З 1987 року перебував на відпочинку.
Дійсний член НТШ і Української вільної академії наук (УВАН), віце-президент Світового Конгресу вільних українців. З 1998 року член президії Української всесвітньої координаційної ради.

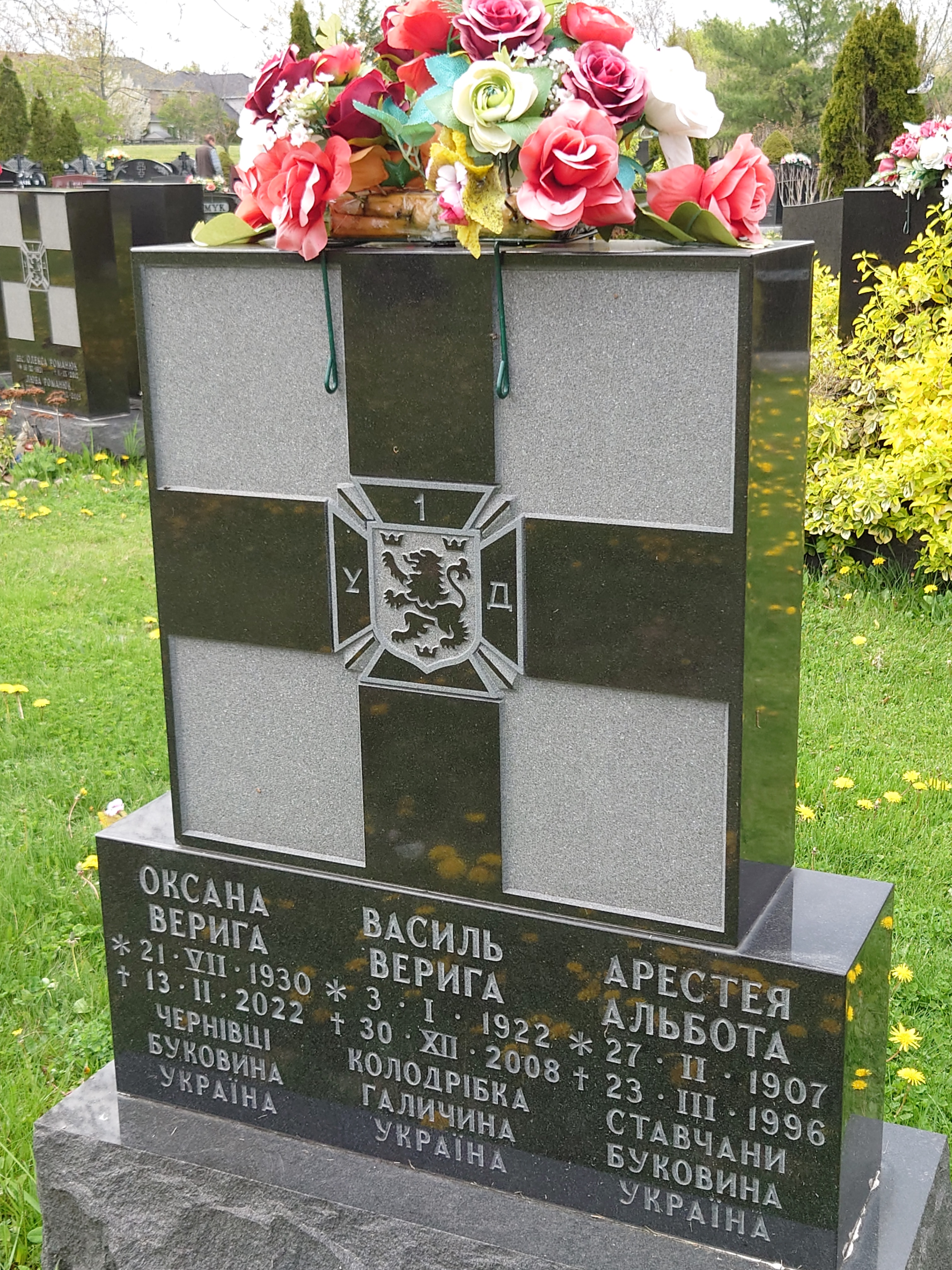
Могила Василя Вериги

Помер в Торонто 30 грудня 2008 року, на 87 році життя. Похований на Українському цвинтарі Святого Володимира міста Оквілл (Канада), біля міста Торонто.

### Сім'я
З дружиною Оксаною (до шлюбу Альбота, коломийчанка) прожив 57 років. Народили і виховали чотирьох дітей: Андрія, Любу, Петра, Олену.

### Різне
В Україні живуть його родичі та однофамільці, зокрема в Рівненській області (Млинівський район, село Борбин) та в Тернопільській області (у Заліщицькому районі — села Синьків та Городок), у місті Крем'янець.

## Творчість
Є автором статей і розвідок англійською мовою. Був редактором журналу «Вісті Комбатанта», викладав історію України на курсах українознавства імені Григорія Сковороди. У книзі «Там, де Дністер круто в'ється» описує історію шкільництва на Заліщанщині.
Автор книг:
- «Там, де Дністер круто в'ється» (1974);
- «Дорогами Другої світової війни» (1980, 1981);
- «Під сонцем Італії» (1984);
- «Втрати ОУН в Другій світовій війні» (1991);
- «Галицька Соціалістична Совєтська Республіка 1920» (1986);
- «Визвольні змагання в Україні 1914—1923 рр.» — Львів, 1998. — Т. 1—2;
- «Листопадовий рейд» (1995), «Листопадовий рейд 1921 року» (2011);
- Нариси з історії України (кінець XVIII — початок ХІХ ст.). — Львів: Світ, 1996. — 448 с. — ISBN 5-7773-0359-5;
- «Конфіскація церковних цінностей в Україні 1922 року» (1996);
- «Слово і чин. Вибрані статті, доповіді, розвідки» (2002);
- «За межами батьківщини. Збірник наукових статей і доповідей» (2002);
- «Слідами батьків: нарис історії 30 полку Дивізії “Галичина” — 1-ї дивізії Української національної армії» (2002);
- «За Рідний Край, за нарід свій, або Хто такі дивізійники?» (2006);
- «На службі народній… Визначні постаті української діяспори» (2007);
- «Під крилами визвольних дум: Спомини підхорунжого дивізії “Галичина”» (2007).

## Громадська діяльність
Як ветеран, активно співпрацював у «Братстві колишніх вояків 1-ї дивізії УНА», був головою його краєвої Управи у 1976—1980, протягом 1966—1973 редагував журнал «Вісті Комбатанта».
Обирався головою філії Українського Національного Об'єднання Канади у Торонто (1955), а у 1979—1985 був заступником президента Об'єднання на Канаду.
З 1987 — на пенсії, але продовжував виконувати обов'язки віце-президента Світового конгресу вільних українців.

## Нагороди
Нагороджений:
- Шевченківською медаллю Конґресу Українців Канади (1986; за самовіддану працю);
- орденом Христа Спасителя Патріарха УПЦ КП Філарета (2000).

## Книги про В. Веригу
- Ігор Скочиляс у передмові до книги Василя Вериги «Нариси з історії України (кінець XVIII — початок XX ст.)». — Львів : Світ, 1996. — С. 9—11. — ISBN 5-7773-0359-5. Посилання
- Українська діаспора: літературні постаті, твори, біобібліографічні відомості / Упорядк. В. А. Просалової. — Донецьк : Східний видавничий дім, 2012. — 516 с.
- Кузьменко С. Публіцистична творчість Василя Вериги // Новий шлях. — 2001. — липень.
- Слабошпицький М. Зуміти не марнувати життя // Не загублена українська людина: 55 портретів з української діаспори. — К. : Ярославів Вал, 2004. — С. 43—48.
- Слабошпицький М. Пам'яті Василя Вериги // Літературна Україна. — 2009. — 15 січня. — С. 2.